# Інозитол
Інозитол (інозит, мезоінозит) — циклогексан-1,2,3,4,5,6-гексол — шестиатомний спирт циклогексану. Його назвали водорозчинним вітаміном В8. Але було показано, що приблизно 3/4 добової потреби виробляється самим організмом, тому інозитол відносять до вітаміноподібних речовин. Норма споживання 500 мг на добу. Інозитол особливо добре засвоюється в поєднанні з вітаміном Е.
Інозитол — це ізомер глюкози. Засвоєння інозитолу нагадує розщеплення та всмоктування вуглеводів. Організм може з легкістю перетворити його на глюкозу. Відомо, що цей процес найактивніший за нестачі енергії, тобто при голодуванні чи низьковуглеводній дієті. Можна сказати, що він перешкоджає гіпоглікемії.
Згідно існуючої відомої інформації, інозитол вперше був виявлений за результатами 18 спостережень у сечі людей хворих на цукровий діабет. Проте, на початку 2023 року, монометил інозитол також був знайдений археологами в контейнері для ліків, вік якого 500 років, у печері La vie D'Antan, розташованій в горах Лангклуф у Південній Африці.

## Отримання
Міо-інозитол в промислових масштабах отримують шляхом гідролізу фітинової кислоти, яка, в свою чергу, отримана з кукурудзи.
{\displaystyle \mathrm {C_{6}H_{18}O_{24}P_{6}+3H_{2}O\longrightarrow C_{6}H_{12}O_{6}+6H_{3}PO_{4}} }

## Використання
Використовують в медицині та як реагент у різних хімічних реакціях. Також застосовують в якості регулятора росту для приготування синтетичних поживних середовищ в біотехнології рослин.
З погляду бодібілдингу: Інозитол має знижену солодкість (50 %) порівняно з більш поширеними цукрами. Він бере участь в побудові клітинних мембран.
Розвиток кісток і м'язів відбувається завдяки білку, який синтезується за допомогою інозітолу.
Він також забезпечує зміцнення серцево-судинної системи, знижує ризик набору зайвої ваги, оскільки бере участь в обміні речовин і перерозподілі ліпідів.
Також інозитол усуває симптоми при полікістозі яєчників, знижує рівень тригліцеридів та ліпопротеїнів низької щільності, попереджає напади панічних атак, контролює фактори ризику метаболічного синдрому, нормалізує рівень цукру при діабеті 2-го типу (інсулінорезистентності), профілактика випадіння волосся, бере участь в побудові мембран клітин та захищає від накопичення у них холестерину при висококалорійній дієті, знімає печінково-больовий синдром та розлади ШКТ, що викликаються прийомом стероїдів або інших стимуляторів.
Прискорює відновлення м'язів після надмірного тренування. Бере участь в утворенні лецитину, що стимулює розвиток кісток і м'язів. Фізичні навантаження виснажують запаси лецитину, дефіцит якого гальмує вироблення L-карнітину, що негативно впливає на функціональність суглобів і скелетних м'язів.